# Liste des monuments à la Seconde Guerre mondiale en Bosnie-Herzégovine
Cet article recense les monuments à la Seconde Guerre mondiale en Bosnie-Herzégovine.

## Liste
| Monument                                                 | Lieu                | Artiste           | Date | Coordonnées                       | Photo |
| -------------------------------------------------------- | ------------------- | ----------------- | ---- | --------------------------------- | ----- |
| Cimetière des Partisans                                  | Banja Luka          |                   |      |                                   |       |
| Monument aux combattants morts pour la Krajina de Bosnie | Banja Luka          | Antun Augustinčić | 1961 | 44° 44′ 38″ nord, 17° 09′ 47″ est |       |
| Monuments aux combattants morts                          | Banja Luka          |                   |      |                                   |       |
| Monuments aux combattants morts                          | Banja Luka          |                   |      |                                   |       |
| Monuments aux Partisans                                  | Banja Luka          |                   |      |                                   |       |
| Monuments aux combattants morts                          | Baraći              |                   |      |                                   |       |
| Djevojka sa Une                                          | Bihać               |                   |      |                                   |       |
| Monument à la guerre de libération nationale             | Bihać               |                   |      |                                   |       |
| Parc mémoriel de Garavitse                               | Bihać               |                   |      | 44° 49′ 27″ nord, 15° 50′ 27″ est |       |
| Monument aux victimes du fascisme                        | Bosanska Kostajnica |                   |      |                                   |       |
| Monuments aux combattants morts et victimes du fascime   | Bosanski Novi       |                   |      |                                   |       |
| Ossuaire des combattants morts                           | Bratunac            |                   |      |                                   |       |
| Monuments aux combattants morts                          | Cazin               |                   |      |                                   |       |
| Cimetière mérmoriel                                      | Donja Trnova        |                   |      |                                   |       |
| Monument de Gradina Donja                                | Gradina Donja       |                   |      |                                   |       |
| Monument à la Révolution                                 | Grmeč               |                   | 1970 |                                   |       |
| Complexe monumental de la bataille de la Neretva         | Jablanica           |                   |      |                                   |       |
| Monuments aux combattants morts                          | Jajce               |                   | 1972 |                                   |       |
| Monuments aux combattants morts                          | Kneževo             |                   | —    |                                   |       |
| Monuments aux combattants morts et victimes du fascime   | Kneževo             |                   | 1986 |                                   |       |
| Monuments aux combattants morts                          | Kotor Varoš         |                   |      |                                   |       |
| Monument à la Révolution                                 | Kozara              |                   |      |                                   |       |
| Monument à la Révolution                                 | Kozara              |                   |      |                                   |       |
| Monuments aux combattants morts et victimes du fascime   | Ljubačevo           |                   |      |                                   |       |
| Monument à la bataille de la Neretva                     | Makljen             |                   |      |                                   |       |
| Monuments aux combattants morts et victimes du fascime   | Mašići              |                   |      |                                   |       |
| Monument au premier aéroport partisan                    | Međuvođe            |                   |      |                                   |       |
| Cimetière des Partisans                                  | Mostar              | Bogdan Bogdanović | 1965 | 43° 20′ 29″ nord, 17° 47′ 47″ est |       |
| Cimetière des Partisans                                  | Mrkonjić Grad       |                   |      |                                   |       |
| Monument aux victimes du fascisme                        | Rakovačke bare      |                   |      |                                   |       |
| Monument de Šušnjar                                      | Sanski Most         |                   |      |                                   |       |
| Flamme éternelle                                         | Sarajevo            |                   | 1946 |                                   |       |
| Mausolée des héros                                       | Sarajevo            |                   | 1949 |                                   |       |
| Parc mémoriel de Vratsa                                  | Sarajevo            | Vladimir Dobrović | 1946 |                                   |       |
| Monuments aux combattants morts                          | Solila              |                   | —    |                                   |       |
| Vallée des héros                                         | Tjentište           |                   | 1974 |                                   |       |
| Monument aux mineurs d'Husino                            | Tuzla               | Ivan Sabolić      |      |                                   |       |
| Monuments aux combattants morts                          | Visoko              |                   |      |                                   |       |
| Cimetière mémoriel de Vukosavci                          | Vukosavci           | Drago Tršar       | 1986 |                                   |       |
| Monument au détachement partisan de Zenica               | Zenica              |                   | 1968 |                                   |       |